# Nákupní centrum Fénix
Nákupní centrum Fénix, dříve Galerie Fénix, je obchodní centrum v pražských Vysočanech. Otevřeno bylo 13. března 2008. Nachází se zde přibližně 70 obchodů a supermarket, pobočka České pošty, několik restaurací, fitness centrum a podzemní parkoviště pro 600 aut. Ve vyšších patrech budovy centra se nachází Clarion Congress Hotel Prague a kancelářské prostory. Budova je umístěna na východní straně náměstí Organizace spojených národů, kam vede jeden ze vchodů. Dva další vchody ústí do ulice Sokolovská směrem k vysočanské radnici.

## Obchody a služby

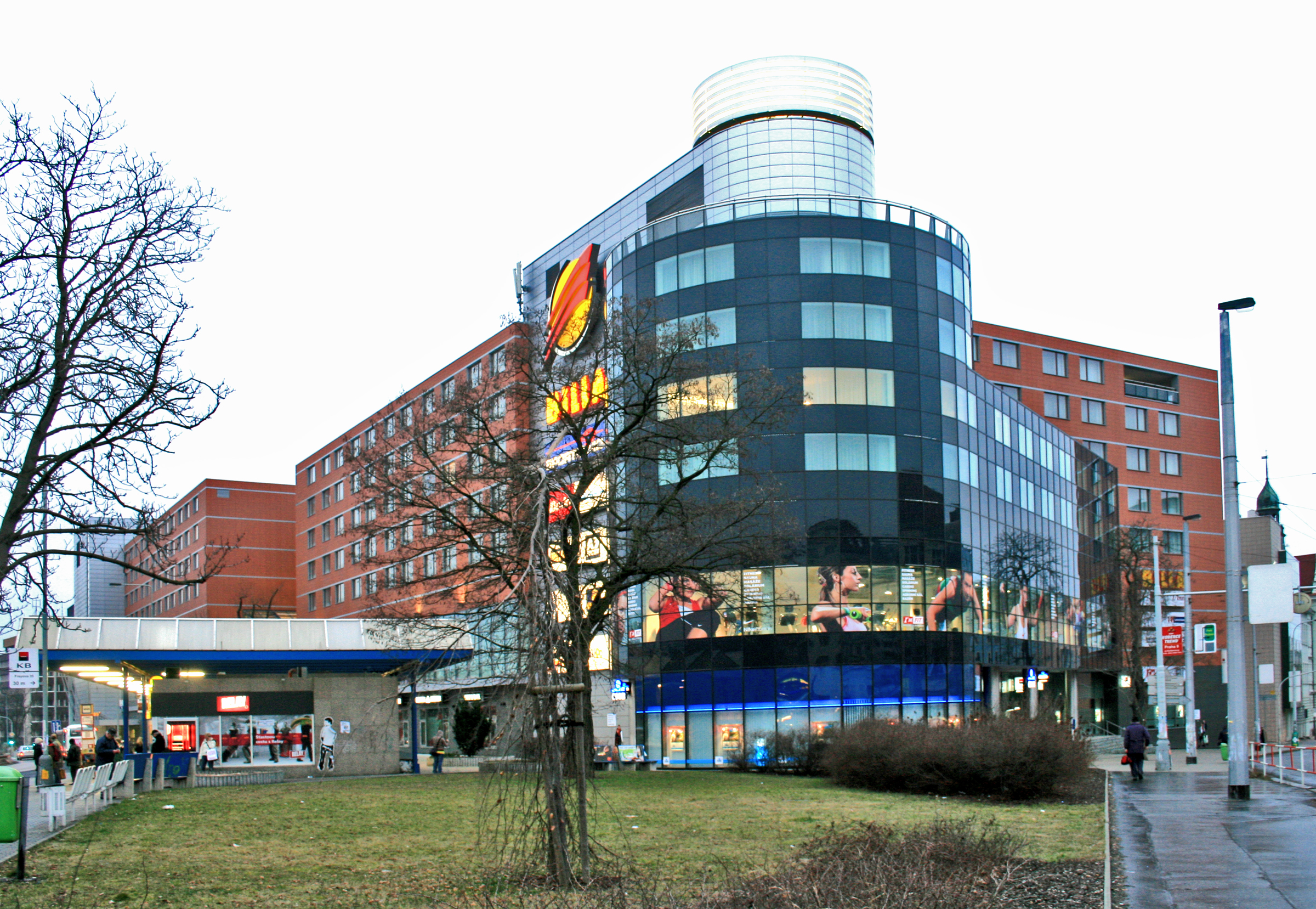
Pohled na centrum ze severovýchodu

V nákupním centru se k březnu 2020 nachází 70 obchodů v podobě kamenných prodejen a stánků. S prodejní plochou 1 200 m2 je největším obchodem supermarket Billa, jež v roce 2018 prošel přestavbou a rozšířením. Mezi další obchody patří oděvní řetězce (Marks & Spencer, Takko fashion), prodejny obuvi (CCC, M2 Shoes), sportovní potřeby Sportisimo, obchody s elektronikou Datart a ETA, drogerie DM a parfumerie Fann. Dále se zde nacházejí pobočky ČSOB, Komerční banky, Unicredit Bank a mobilních operátorů O2 a T-Mobile, lékárna, čistírna oblečení, kosmetické studio a další menší obchody.
Od 30. ledna 2012 v budově sídlí pobočka České pošty s PSČ 190 03, která nahradila tři menší vysočanské pošty s nedostatečnou kapacitou.

## Restaurace avolný čas
Ve druhém nadzemním podlaží je jídelní zóna s rychlým občerstvením KFC, restauracemi nabízejícími mezinárodní kuchyni a kavárnou, v přízemí pak zmrzlinový a juice bar Fruitisimo.
Kromě restaurací je ve druhém patře umístěno také fitness centrum I'm Fit o rozloze 1 200 m2.

## Poloha adopravní dostupnost
Nákupní centrum Fénix se nachází v centru Vysočan na adrese Freyova 945/35, ze severozápadu sousedí se Sokolovskou ulicí a z východu s náměstím OSN. Jižně od budovy se nacházejí pozůstatky vysočanské tvrze a bývalé sídlo Hospodářské komory ČR, západně od budovy anglické gymnázium a vysočanská radnice.
Z prvního suterénu vede vstup do vestibulu stanice metra Vysočanská, před východním vchodem je umístěna stejnojmenná zastávka autobusu. Západní vchody vedou k tramvajové zastávce Nádraží Vysočany. Ve druhém suterénu budovy je parkoviště pro 600 aut, vjíždí se do něj z jihovýchodu z Freyovy ulice.

## Majitel
Vlastníkem centra je společnost CPI Property Group miliardáře Radovana Vítka.